# Washington César Santos
Washington César Santos, ou simplesmente Washington (Valença, 3 de janeiro de 1960 — Curitiba, 25 de maio de 2014), foi um futebolista brasileiro, que atuou como centroavante. Jogou cinco partidas pela Seleção Brasileira principal (2 gols) e mais quatro jogos pela Seleção Olímpica (2 gols).

## Carreira
Nascido na cidade de Valença, litoral sul da Bahia, Washington começou sua carreira no Galícia de Salvador, tendo passado depois por Corinthians, Operário, Internacional, Guarani, Fortaleza, Santa Cruz, entre outros. Mas brilhou intensamente no Atlético Paranaense e no Fluminense.
No Atlético, foi campeão paranaense em 1982 e grande ídolo desta torcida junto com Assis, com quem fazia uma dupla de ataque muito eficaz.
Tendo se transferido para o Fluminense em 1983, junto com Assis, clube onde mantiveram o apelido de "Casal 20" (nome de um seriado de TV de sucesso na época), porque já eram conhecidos com este "apelido" carinhoso no clube paranaense, fizeram o primeiro jogo em 2 de julho de 1983, em que o Tricolor venceu o São Cristóvão por 3 a 0, na abertura do Campeonato Carioca de Futebol, e Washington fez o terceiro gol da partida.
Pelo Fluminense, Washington foi campeão brasileiro em 1984 e campeão carioca em 1983, 1984 e 1985, além de muitos outros títulos de menor expressão.
Com 1,88 m e grande impulsão, costumava levar grande vantagem sobre os zagueiros adversários. Quando tinha escanteio a favor do Fluminense, a torcida tricolor cantava: "Ão, ão, ão, na cabeça do negão...", o que invariavelmente preocupava muito as defesas adversárias e redundou em vários gols para o Fluminense. Washington, é o oitavo maior artilheiro da história do Fluminense com 118 gols em 301 jogos.

## Doença
Sofria de uma grave doença degenerativa — a esclerose lateral amiotrófica (ELA), mesma doença que afetava o mais conhecido e famoso físico e cosmólogo da atualidade, Stephen Hawking. Havia, por parte da torcida tricolor carioca, a solidariedade e o interesse em prestar todo o apoio ao ídolo; já por parte do rubro-negro paranaense, e o apoio financeiro ao tratamento e a intenção do desenvolver alguma campanha de marketing para ajudar ainda mais o ex-atacante atleticano.
O jogo realizado no domingo, 15 de novembro de 2009, entre as equipes do Fluminense e Atlético-PR pelo Brasileirão, foi denominado "Washington Day". A homenagem não se deve apenas ao motivo do ex-atacante ser ídolo das duas torcidas, mas também porque e, principalmente, o jogador integrante da famosa dupla "Casal 20" no Furacão e no Tricolor carioca, passa por sérios problemas de saúde e, desta forma, o evento esportivo arrecadou contribuições que foram revertidas para o tratamento de Washington com depósitos, em dinheiro, em sete urnas espalhadas pelo Maracanã. O atacante Fred, principal destaque do time carioca no Brasileirão, também se mostrou solidário com o drama de Washington. Depois de anunciar em seu blog oficial o leilão de uma camisa autografada por ele e pelo próprio jogador, cuja renda será revertida para o ex-centroavante, Fred mostrou que está cada vez mais identificado com o clube e fez questão de tirar uma foto com a camisa comemorativa do "Washington Day".
Washington foi encontrado morto em sua casa em Curitiba na manhã de domingo, dia 25 de maio de 2014. Segundo a família do jogador, ele foi encontrado sem o respirador, que caiu durante a noite. O jogador já vinha sendo acompanhado diariamente por uma equipe médica.

## Títulos
Internacional
- Campeonato Gaúcho: 1981

Atlético-PR
- Campeonato Paranaense: 1982

Fluminense
- Campeonato Carioca: 1983, 1984 e 1985
- Campeonato Brasileiro: 1984
- Taça Guanabara: 1983 e 1985
- Torneio de Seul: 1984
- Torneio de Paris: 1987
- Copa Kirin: 1987
- Trofeo de La Amistad (Paraguai) : 1984 (Club Cerro Porteño versus Fluminense)
- Taça Amizade dos Campeões (Luanda, Angola): 1985 (Petro Atlético versus Fluminense)
- Taça Independência (DF)- (Taguatinga versus Fluminense) - 1982
- Troféu ACB - 75 anos (Fluminense versus Bangu) - 1982
- Taça Associação dos Cronistas Esportivos - 1983
- Taça O GLOBO - (Flu versus Corinthians) - 1983
- Troféu Gov. Geraldo Bulhões - 1984
- Taça Francisco Horta - (Flu versus Santo  André) - 1984
- Troféu Prefeito Celso Damaso - 1985
- Taça Sollar Tintas (Fluminense versus America)- 1985
- Taça 16 anos da Tv Cultura - (Avaí versus Fluminense) - 1986
- Troféu Governo Miguel Abraão - 1987
- Troféu Lions Club - (Fluminense versus Vasco) - 1987

Botafogo
- Campeonato Carioca: 1990

Desportiva Ferroviária
- Campeonato Capixaba: 1992

Santa Cruz
- Campeonato Pernambucano: 1993

### Campanhas de destaque
Galícia
- Campeonato Baiano: 1980 (Vice-campeão)